# Liste tödlicher Hundeangriffe in Österreich
Tödliche oder beinahe tödliche Hundeangriffe haben in Österreich in einigen der neun Bundesländer zu einer Verschärfung der bestehenden Gesetze zur Hundehaltung geführt. Die Haltung von Hunden im Allgemeinen, bestimmten Rassen und Hundetypen sowie auffällig gewordenen Hunden, ist von Bundesland zu Bundesland unterschiedlich geregelt. So ist beispielsweise in Wien die Ausbildung zu Schutzhunden oder damit vergleichbares Angriffstraining gegen Menschen für Privatpersonen nicht erlaubt. Die Bundesländer Wien, Niederösterreich, Oberösterreich und Vorarlberg haben zusätzliche Vorschriften für bestimmte Rassen und Hundetypen (Stand 2024).
Dies ist eine Liste der durch Hunde verursachten menschlichen Todesfälle, die in Form von Berichten, Todesursachenstatistiken, wissenschaftlichen Arbeiten oder durch anderen Quellen öffentlich bekannt wurden. Für weitere Informationen über Todesursachen und Studien über Todesfälle durch Hunde, siehe Hundebiss.

## Todesfälle von 1987 bis heute
Hinweis: Dies ist eine unvollständige Liste. Du kannst helfen, indem du fehlende Einträge mit zuverlässigen Quellen hinzufügst.
| Datum              | Opfer        | Hundetyp (Anzahl)                                | Ort – Umstände des Vorfalls |
| ------------------ | ------------ | ------------------------------------------------ | --- |
| 6. Oktober 2023    | 52, Weiblich | Rottweiler                                       | Niederösterreich, Wilfleinsdorf – Die 52-Jährige war am 26. Juli gemeinsam mit ihren beiden Enkeln auf einer Straße unterwegs, als die Hündin namens „Kim“ aus einem Garten entkam, auf die Straße lief und mehrfach zubiss. Die gesamte Familie musste im Krankenhaus behandelt werden, die Kinder wurden leicht verletzt. Die Frau wurde 2,5 Monate intensivmedizinisch behandelt und starb an den Folgen ihrer Verletzungen. Die Hündin kam aus einer Züchtung des Bundesheers. Sie wurde nach dem Vorfall ins Militärhundezentrum Kaisersteinbruch ins Burgenland gebracht und später an eine tierheimähnliche Einrichtung übergeben, wo sich die Hündin unauffällig zeigte und nach 6 Monaten in ein neues Zuhause vermittelt wurde. Die zum Zeitpunkt des Vorfalls 20-jährige Tochter des Hundehalters wurde wegen fahrlässiger Tötung und fahrlässiger Körperverletzung angeklagt. Sie wurde am 10. Oktober 2024 am Bezirksgericht Bruck an der Leitha freigesprochen. |
| 2. Oktober 2023    | 60, Weiblich | American Staffordshire Terrier (3)               | Oberösterreich, Naarn – Die Frau war in der Nähe ihres Hauses joggen, als sie auf die Hundehalterin traf. Ersten Angaben zufolge war es der Zuchtrüde „Elmo“ der die Frau tötete. Sie erlitt sehr schwere Verletzungen und verstarb, bevor Hilfe eintraf. Der Rüde wurde noch am Tag des Vorfalls eingeschläfert. Später wurde bekannt, dass die Hundehalterin mit drei Hunden gleichzeitig unterwegs war. Im Jänner 2024 wurde das Ergebnis der beauftragten DNA-Tests bekannt gegeben, es wurde auch DNA der zwei Hündinnen an dem Opfer gefunden. Die Polizisten wurden nach dem Einsatz vom Kriseninterventionsteam des Roten Kreuzes betreut. Die Obduktion des Rüden Elmo zeigte keinen Gehirntumor und keine Tollwutinfektion, in seinem Magen wurde Teile des Opfers gefunden. Die übrigen vier reinrassigen American Staffordshire Terrier und sieben Welpen aus der Zucht wurden kurz nach dem Vorfall von der Hundehalterin abgegeben. Der Bürgermeister sprach zusätzlich ein lebenslanges Hundehalteverbot für die Rasse American Staffordshire Terrier aus, wogegen der Anwalt der Hundehalterin Beschwerde einlegte. Die Hundehalterin wurde wegen grob fahrlässiger Tötung angeklagt. Sie wurde am 7. März 2024 am Landesgericht Linz schuldig gesprochen und zu 15 Monaten Haft verurteilt, davon 5 Monate unbedingt. Den Angehörigen wurde ein Teilschmerzensgeld in der Höhe von € 40.000 zugesprochen. Eine von der Staatsanwaltschaft beantragte Einziehung der Hündinnen „Cookie“ und „Peanut“ wurde vom Richter abgelehnt. Eine Hündin lebt bei einem neuen Hundehalter in Niederösterreich und die andere Hündin wurde in einer Einrichtung in Oberösterreich untergebracht. Die zu verbüßende Haftstrafe wurde später in eine Geldstrafe in der Höhe von € 1.800 umgewandelt. |
| 4. November 2019   | 31, Männlich | Belgischer Schäferhund der Varietät Malinois (2) | Niederösterreich, Wiener Neustadt – Das Opfer war mit der Fütterung der Diensthunde beauftragt. Die Hunde „Hati“ und „Ragna“ wurden von einem Beamten freilaufend aufgefunden. Der Hundeführer, der die Hunde zurückbringen sollte, fand das Opfer tot im Zwinger der Hunde. Während „Hati“ eingeschläfert wurde, wurde der jüngere Hund „Ragna“ an seinen Züchter und Besitzer zurückgegeben. Es wurde wegen grob fahrlässiger Tötung sowie der Gefährdung der körperlichen Sicherheit ermittelt, das Verfahren wurde 2020 eingestellt. |
| 10. September 2018 | 1, Männlich  | Rottweiler                                       | Wien, Donaustadt – Der Hund „Joey“ riss sich von seiner alkoholisierten Besitzerin los, als er das Kind sah. Der Bub starb im Krankenhaus an seinen Verletzungen. Der Hund wurde in ein Tierheim gebracht, aber später eingeschläfert, nachdem er das Personal angegriffen hatte. Einige Monate vor dem tödlichen Vorfall hatte der Hund eine andere Person in den Hals gebissen. Die Besitzerin wurde wegen grob fahrlässiger Tötung zu 18 Monaten Haft verurteilt, davon 6 Monate unbedingt. Die Angehörigen erhielt ein Trauerschmerzensgeld von € 65.000 zugesprochen. |
| 24. April 2014     | 62, Weiblich | Golden Retriever                                 | Burgenland, Sigleß – Die Frau wurde beim Besuch ihrer Schwägerin vom Hund des Nachbarn in den Oberarm gebissen und starb eine Woche nach dem Biss an Multiorganversagen. Ein Zusammenhang mit dem Biss wird aufgrund des zeitlichen Ablaufs vermutet, das Ergebnis der Obduktion wurde nicht veröffentlicht. |
| 5. Februar 2010    | 79, Weiblich | Rottweiler (2)                                   | Niederösterreich, Lassee – Die Frau wurde von den beiden Hunden ihres Sohnes namens „Aaron“ und „Tico“ (oder „Diko“) angegriffen. Sie wurde später von einer Betreuerin der Hunde tot aufgefunden. Die beiden Rottweiler lebten seit fünf Jahren im Haus der 79-Jährigen, und sie hatte regelmäßig Kontakt zu den Hunden. Nach Angaben der Polizei gab es zuvor einen harmlosen Vorfall, bei dem eine Person an der Hand verletzt wurde. Beide Hunde wurden eingeschläfert. |
| 13. November 2009  | 1, Weiblich  | Rottweiler                                       | Niederösterreich, Staningersdorf – Das junge Opfer wurde vom Familienhund „Odin“ angegriffen. Als der Diensthundeführer von der Arbeit nach Hause kam und den Hund und seine Tochter, die an der Hand ihrer Großmutter zu ihm kam, begrüßen wollte, griff der Hund das Mädchen an. Der Hund soll ohne Vorwarnung angegriffen und in ihren Kopf gebissen haben. Dem Vater gelang es, sie von dem Hund zu befreien. Er brachte sie ins Krankenhaus, wo sie später starb. Der Hund wurde eingeschläfert. |
| Juni 1987          | <1           | Rottweiler                                       | Wien – Das 4 Monate alte Kind wurde vom Familienhund getötet. Die Ehefrau und Tochter des Hundehalters wurden freigesprochen. Der Hund wurde nach dem Vorfall nicht euthanasiert. 1989 haben dieser Hund und ein kurz nach dem Todesfall angeschaffter zweiter Rottweiler einem 8-jährigen Buben, der gemeinsam mit weiteren Kindern auf einem nahegelegenen Grundstück spielte, schwere Verletzungen zugefügt. Das Landesgericht für Strafsachen Wien und das Oberlandesgericht Wien (Berufung) sprachen den Angeklagten wegen fahrlässiger schwerer Körperverletzung unter besonders gefährlichen Verhältnissen schuldig. |

## Todesfälle durch Tollwut
Österreich gilt seit 2008 als tollwutfrei. Der letzte importierte Tollwutfall trat 2004 auf. Ein Mann wurde in Marokko von einem infizierten Hund gebissen und starb an den Folgen in Österreich. Weltweit sterben jährlich ca. 60.000 Menschen an von Hunden übertragener Tollwut. Bei einer Verletzung eines Menschen durch einen wutverdächtigen Hund muss die zuständige Bezirksverwaltungsbehörde informiert werden. In Österreich sind weiterhin Vorsichtsmaßnahmen gegen den Import von Tollwut in Kraft. Hunde müssen bei der Einreise nach Österreich eine gültige Impfung vorweisen können und je nach Einreiseland auch eine zusätzliche serologische Tollwutuntersuchung. Welpen dürfen grundsätzlich erst ab einem Alter von 16 Wochen nach Österreich importiert werden, da diese Art der Impfung erst ab 12 Wochen möglich ist und die Zeit bis der Impfschutz wirksam wird 21 Tage beträgt. Mit einer Bewilligung der zuständigen Bezirksverwaltungsbehörde ist ein früherer Import von zum Beispiel zukünftigen Assistenzhunden möglich, sofern eine ausreichende Begründung vorliegt. Ebenso gibt es eine Ausnahme für zukünftige Diensthunde des Bundes.

## Rechtliches
Tödliche Hundeangriffe können je nach den Umständen als Unfall, fahrlässige Tötung (Strafgesetzbuch § 80) oder grob fahrlässige Tötung (Strafgesetzbuch § 81) eingestuft werden.
In Fällen von Hundeangriffen, die zu lebensbedrohlichen Verletzungen von Menschen führen, können die österreichischen Behörden den Hund beschlagnahmen und nach einer Prüfung seine Euthanasie anordnen. Wenn ein Hund aggressives Verhalten gezeigt hat, leiten die Behörden in der Regel einen Wesenstest ein, um den Hund zu beurteilen. Wenn der Hund als gefährlich eingestuft wird, muss er wahrscheinlich einen Maulkorb tragen und an der Leine geführt werden. Die Euthanasie nach einem Hundebiss ist äußerst selten und erfolgt nur wenn der Hund eine Gefahr für die Allgemeinheit darstellt. Im Jahr 2018 riss sich der Rottweiler „Joey“ von seiner Besitzerin los und griff einen einjährigen Jungen an, der auf der anderen Straßenseite ging. Der Junge wurde schwer verletzt und starb 18 Tage später im Krankenhaus. Der Hund wurde in einem Tierheim untergebracht, wo man sich weigerte, ein gesundes Tier einzuschläfern und versuchte, ihn zu resozialisieren. Nachdem der Hund jedoch die Mitarbeiter des Tierheims angegriffen hatte, entschied man sich, ihn doch einzuschläfern.

## Gesetzesänderungen nach Vorfällen
Oberösterreich 2024: Im Oktober 2023 wurde eine Joggerin durch die Attacke von 3 American Staffordshire Terriern getötet. Die Hundebesitzerin war zwar anwesend aber nicht fähig ihre Hunde unter Kontrolle zu bringen und die Attacke rechtzeitig zu beenden. Der gewaltsame Tod der Joggerin führte zu einer langanhaltenden und intensiven Debatte über Kampfhunde und letztendlich zu einer Verschärfung der bestehenden Gesetze zur Hundehaltung in Oberösterreich. Das neue Gesetz trat am 1. Dezember 2024 in Kraft.
Folgende Änderungen wurden beschlossen (Auswahl):
- Neben dem Sachkundenachweis, der für alle Hundebesitzer Vorschrift ist, müssen Hundebesitzer großer Hunde zusätzlich eine Alltagstauglichkeitsprüfung bestehen. Als große Hunde gelten Hunde mit einer Widerristhöhe über 40 Zentimeter oder einem Gewicht von über 20 kg.
- Bullterrier, American Staffordshire Terrier, Staffordshire Bullterrier, Dogo Argentino, American Pit Bull Terrier und Tosa Inu und deren Kreuzungen gelten als potentiell gefährliche Hunde. Für sie gelten  automatisch die Vorschriften für große Hunde.
- Ein Hundehalter darf nicht mehr als 2 große Hunde gleichzeitig führen.
- Die Zucht und das Abrichten von Hunden zum Zweck der Steigerung ihrer Aggressivität sowie die Abgabe dieser Hunde ist verboten.[4]

Wien 2018: Nach dem Tod des 17 Monate alten Waris C., der am 10. September 2018 beim Spazierengehen mit seinen Großeltern von einem fremden Hund gebissen wurde und später im Krankenhaus verstarb, kam es zu Gesetzesänderungen noch im selben Jahr. Die Hundehalterin war zum Zeitpunkt des Vorfalls alkoholisiert. Die damalige Stadträtin Ulli Sima (SPÖ) präsentierte am 10. Oktober 2018, gemeinsam mit dem Polizeipräsident Gerhard Pürstl die 11. Novelle des Wiener Tierhaltegesetzes. In der Sitzung vom 29. November 2018 wurde die Änderung des Wiener Tierhaltegesetzes mehrstimmig beschlossen.
Folgende Änderungen wurden beschlossen (Auswahl):
- Die Verhängung eines Tierhalteverbots wurde erleichtert. Es ist nun zum Beispiel möglich einer Person, die das Maulkorb- oder Leinengebot missachtet hat und deren Hund einen Menschen oder ein Tier verletzt hat, ein Tierhalteverbot auszusprechen. Wurde ein Tierhalteverbot erlassen, darf diese Person nicht mehr im gleichen Haushalt mit dem Tier leben. Dies soll verhindern, dass Tiere an Familienmitglieder überschrieben werden.
- Vor Anschaffung eines Hundes ist ein Sachkundenachweis zu erbringen (ab 1. Juli 2019).
- Die Voraussetzungen für die Erlangung eines Sachkundenachweises wurde erweitert (es darf zum Beispiel keine Verurteilung wegen Tierquälerei vorliegen).
- Es kam zu einer Einführung einer Maulkorb- und Leinenpflicht an öffentlichen Orten für hundeführscheinpflichtige Hunde (ab einem Alter von 6 Monaten). Ausnahmegenehmigung können ausgestellt werden.
- Personen, die sich in einem durch Alkohol (ab 0,5 Promille) oder Suchtgift beeinträchtigten Zustand befinden, dürfen einen hundeführscheinpflichtigen Hund nicht an öffentlichen Orten führen. Organe des öffentlichen Sicherheitsdienstes wurden berechtigt die Atemluft von Personen, die einen hundeführscheinpflichtigen Hund an öffentlichen Orten führen, auf Alkoholgehalt zu untersuchen.
- Auffälligen (bissigen) Hunde hat die Behörde die positive Absolvierung des Hundeführscheins vorzuschreiben. Um zu dieser Prüfung Antreten zu können, müssen zehn Trainingseinheiten bei einer tierschutzqualifizierten Hundetrainerin bzw. eines tierschutzqualifizierten Hundetrainers vorgewiesen werden.
- Der Praxisteil der Hundeführscheinprüfung wurde erweitert.
- Der Hundeführschein für hundeführscheinpflichtige Hunde wurde befristet (Verpflichtende einmalige Wiederholung im Zeitraum von 21 bis 24 Monaten).
- Bei einer schweren Körperverletzung oder Tötung ist der Hund abzunehmen.

Kritisch beurteilt wurde der Teil der Gesetzesänderung, der vorsah Hunde ex lege einzuschläfern:
„Wird ein Mensch durch ein Tier schwer verletzt oder getötet, hat die Behörde das Tier auf jeden Fall abzunehmen. Im Falle einer Abnahme auf Grund einer durch einen Hundebiss verursachten schweren Körperverletzung oder Tötung eines Menschen ist ex lege das schmerzlose Einschläfern des Hundes zu veranlassen, es sei denn, die gebissene Person hat sich zumindest grob fahrlässig (§ 6 Abs. 3 StGB, BGBl. Nr. 60/1974 i.d.F. BGBl. I Nr. 70/2018 ) der Gefahr durch den Hund ausgesetzt;“
Dieser Abschnitt im Gesetzestext berücksichtigt zwar den Umstand, dass schwere Beißvorfälle durch menschliches Fehlverhalten oder Provokation ausgelöst werden können und das Verhalten des Hundes auf die Situation beschränkt war und in diesem Fall die Tötung des Hundes aus tierschutzgesetzlicher Sicht nicht gerechtfertigt wäre, übergeht jedoch die bisher übliche Beurteilung durch die zuständige Behörde in den anderen Fällen. Eine Unterscheidung ob es sich um einen Hund, der situativ aus nachvollziehbarem Verhalten zugebissen hat oder einen Hund, der eine Gefahr für die Allgemeinheit darstellt, gibt es demnach nicht. Dieser Wegfall der Abwegung im Einzelfall wurde von den damaligen Oppositionsparteien, Veterinären und Hundeverbänden scharf kritisiert.
Salzburg 2013: Am 6. Mai 2011 wurde das vierjährige Mädchen Mia in Wals-Siezenheim von einem Rottweiler, der über den Zaun in den Garten der Familie sprang, angegriffen und schwer verletzt. Dieser Vorfall war der Auslöser für eine Novelle des Salzburger Landessicherheitsgesetzes. Es wurde eine Meldepflicht für Hundehalter und Hundehalterinnen eingeführt, welche einen Sachkundenachweis und eine verpflichtende Haftpflichtversicherung mit Mindestdecksumme vorsieht. 2013 trat die Novelle des Salzburger Landessicherheitsgesetzes in Kraft.
Niederösterreich 2009: In diesem Jahr kam es in Niederösterreich zu mehreren schweren Vorfällen mit Hunden. Am 2. September wurde die 3-jährige Chiara in Rohrbach an der Gölsen von drei Pit Bull Terriern angegriffen und schwer verletzt und am 13. November wurde die einjährige Hannah von einem Rottweiler getötet. Die Abnahme von Tieren, die Menschen gefährdet oder verletzt haben, war zu diesem Zeitpunkt rechtlich nicht möglich. Die Politik stand durch diese Vorkommnisse unter Zugzwang. Als Reaktion auf diese und weitere Vorfälle wurde ein eigenes NÖ Hundehaltegesetz erarbeitet, welches in der Landtagssitzung am 19. November beschlossen und mit 1. Jänner 2010 in Kraft trat. Zusätzlich zur allgemeinen Regelung zum sicheren Halten und Führen von Hunden wurden Regelungen für „Hunde mit erhöhtem Gefährdungspotential und auffällige Hunde“ eingeführt.
Weitere Änderungen:
- Ermöglichung der Beschlagnahme eines Hundes im Sinne der Sicherheit der Allgemeinheit
- Ermöglichung der Verhängung eines Hundehalteverbots
- Meldepflicht der Hundehaltung bei der Gemeinde, Nachweis einer ausreichenden Haftpflichtversicherung
- Einführung eines Nachweises der notwendigen Sachkunde.
- Es wurden folgende Hundentypen als Hunde mit erhöhtem Gefährdungspotential festgelegt: American Staffordshire Terrier, Bullterrier, Bandog, Dogo Argentino, Pit Bull Terrier, Rottweiler, Tosa Inu, Staffordshire Bullterrier sowie Kreuzungen dieser Hundetypen. Es wurde vorgesehen diese Liste per Verordnung anpassen zu können.
- Es dürfen nicht mehr als 2 auffällige Hunde oder Hunde mit erhöhtem Gefährdungspotential in einer Wohnung gehalten werden.

Bundesweit 2002: Der Tod des 6-jährigen Volkan in Hamburg am 26. Juni 2000 löste in Deutschland und Österreich eine breite Diskussion über die Haltung von gefährlichen Hunden aus. In Deutschland wurde 2001 der Strafbestand „Unerlaubter Umgang mit gefährlichen Hunden“ in das „Gesetz zur Beschränkung des Verbringens oder der Einfuhr gefährlicher Hunde in das Inland“ eingeführt. Auch in Österreich gab es Debatten über den Schutz der Bevölkerung vor gefährlichen Hunden. Es gab Forderungen das Strafgesetzbuch und das Waffengesetz dementsprechend zu ändern, der entsprechende Gesetzesantrag wurde abgelehnt. Am 1. Jänner 2002 trat die umgangssprachlich Kampfhunderegelung genannte Gesetzesänderung in Kraft. Der Tatbestand „Fahrlässige Tötung unter besonders gefährlichen Verhältnissen“ wurde ergänzt: 
„Wer fahrlässig den Tod eines anderen herbeiführt […] dadurch, dass er, wenn auch nur fahrlässig, ein gefährliches Tier entgegen einer Rechtsvorschrift oder einem behördlichen Auftrag hält, verwahrt oder führt, ist mit Freiheitsstrafe bis zu drei Jahren zu bestrafen.“
Die Reaktionen auf die Novelle im Strafgesetz waren gemischt. Kritisiert wurde, dass keine Strafverschärfung umgesetzt wurde und dass eine Verurteilung nach diesem Strafbestand bei tödlichen Hundeangriffen bereits vor der Novelle rechtlich möglich war. Weiters wurde kritisiert, dass geforderte Maßnahmen wie „ein Verbot des Scharfmachens, das Verbot der Zucht zu gesteigerter Aggression, ein Importverbot bestimmter Rassen, ein ‚Hundeführerschein‘ und eine allgemeine Haftpflichtversicherung [gänzlich] fehlten.“ Am 1. Jänner 2016 trat die neue Fassung des § 81 mit dem Titel „Grob fahrlässige Tötung“ in Kraft, welche diesen Zusatz nicht mehr enthielt.

## Externe Links zu Gesetzen
Übersicht über landesspezifische Gesetzestexte und Verordnungen zur Haltung von Hunden und gefährlichen Hunden (Stand Dezember 2024):
| Bundesland       | Gesetzestexte und Verordnungen |
| ---------------- | --- |
| Salzburg         | S.LSG – Salzburger Landessicherheitsgesetz § 19 Halten gefährlicher Hunde § 24 Führen eines gefährlichen Hundes Verordnung (PDF) – Verordnung der Salzburger Landesregierung vom 22. Oktober 2012 über die für das Halten von Hunden erforderliche Ausbildung § 1 Ausbildung für das Halten von nicht gefährlichen Hunden § 2 Ausbildung für das Halten eines gefährlichen Hundes |
| Wien             | Wr. TierhalteG – Gesetz über die Haltung von Tieren (Wiener Tierhaltegesetz) § 5 Haltung von Hunden Abs. 3 § 5a Haltung von hundeführscheinpflichtigen Hunden § 8 Haltung von gefährlichen Tieren Abs. 7 – 9 § 8a Schutzhundeausbildung Informationsseiten: Verpflichtender Hundeführschein, Behördlicher Hundeführschein, Sachkundenachweis, Geprüfter Stadthund                 |
| Vorarlberg       | LandessicherheitsG – Gesetz über Angelegenheiten der örtlichen Sicherheitspolizei § 4 Bewilligungspflichtige Tierhaltung Verordnung der Landesregierung über das Halten von Kampfhunden §1 §2 |
| Oberösterreich   | Oö. HHG 2024 – Landesgesetz über das Halten von Hunden in Oberösterreich (Oö. Hundehaltegesetz 2024) Verordnung – Oö.Hundehaltungverordnung 2024 (Oö-HHVO 2024) Informationsseite: Das neue oberösterreichische Hundehaltegesetz |
| Tirol            | Landes-Polizeigesetz – Gesetz vom 6. Juli 1976 zur Regelung bestimmter polizeilicher Angelegenheiten § 6a Besondere Pflichten für das Halten und Führen von Hunden |
| Steiermark       | StLSG – Steiermärkisches Landessicherheitsgesetz § 3b Halten von Tieren Verordnung – Stmk. Hundekundenachweis-Verordnung Einzelne Gemeinden können weitere Vorschriften für die Hundehaltung erlassen. |
| Kärnten          | K-LSiG – Kärntner Landessicherheitsgesetz § 7 Haltung von gefährlichen Tieren § 8 Gefahrenabwehr bei der Haltung von Hunden § 10 Besondere Bestimmungen für Schutzhunde § 11 Warnhinweise § 12 Zwangsmaßnahmen, Tierhaltungsverbot |
| Niederösterreich | NÖ Hundehaltegesetz 2023 § 2 Hunde mit erhöhtem Gefährdungspotential § 3 Auffällige Hunde NÖ Hundehalte-Sachkundeverordnung 2023 |
| Burgenland       | Burgenländisches Landessicherheitsgesetz § 22 Halten auffälliger Hunde |